# 日本郵政インフォメーションテクノロジー
日本郵政インフォメーションテクノロジー株式会社（にっぽんゆうせいインフォメーションテクノロジー、英: JAPANPOST INFORMATION TECHNOLOGY Co.,Ltd.）は、日本郵便が67％、日本郵政が33％出資する情報システム子会社である。

## 概要
郵政省が構築した郵政総合情報通信ネットワークの保守・運用を行う会社として、富士通、日本電気、日立製作所、野村総合研究所といったベンダーの出資により、1987年（昭和62年）1月30日に設立されたピーネット通信株式会社（2001年（平成13年）8月10日に株式会社ピーエヌシーに社名変更）を母体とする。
2011年（平成23年）7月1日に日本郵政が全株式を買い取り子会社化、同年8月1日に現社名に変更した。
2021年に株主構成を変更し、日本郵便が筆頭株主となった。

## 事業内容
- 情報通信ネットワークのシステムの維持・運営及び管理業務
- 情報通信ネットワークに関するコンサルティング業務
- 情報通信ネットワークのシステム設計
- 情報通信ネットワークのソフトウェアの開発及び保守サービス業務
- 情報通信システム及び関連機器・装置の工事及び保守・運用業務
- 情報通信システムに関する調査・研究・開発業務
- 情報通信システムに関するデータエントリー・媒体変換業務
- 情報通信システムに関する機器類及びそれに係る部品・消耗品の販売・リース
- 労働者派遣事業
- 有料職業紹介事業
- 前各号に付帯関連する一切の業務

## 沿革
- 1987年（昭和62年）1月30日 - ピーネット通信株式会社として設立。本社を港区西新橋二丁目18番2号に置く。
- 1988年（昭和63年）9月14日 - 本社を港区麻布台三丁目5番7号（麻布アメレックスビル）に移転。
- 2001年（平成13年）8月10日 - 株式会社ピーエヌシーに社名変更。
- 2006年（平成18年）12月4日 - 本社を台東区鳥越一丁目8番2号（ヒューリック鳥越ビル）に移転。
- 2011年（平成23年）
  - 7月1日 - 日本郵政により子会社化。
  - 8月1日 - 日本郵政インフォメーションテクノロジー株式会社に社名変更。
  - 10月1日 - 本社を港区虎ノ門四丁目3番1号（城山トラストタワー）に移転。
- 2015年（平成27年）- 本社を新宿区新宿 新宿イーストサイドスクエアへ移転。
- 2021年（令和3年）- 株主構成を変更[2]。